# Rod Coronado
Rodney Adam Coronado, né le 3 juillet 1966, est un anarcho-écologiste amérindien et un militant de la cause animale. 

## Biographie
Rod Coronado est avocat et vit à Tucson dans l'Arizona.
Il a été militant au sein du Front de libération des animaux et porte-parole non officiel du Earth Liberation Front.
Il a été membre de l'équipage du Sea Shepherd Conservation Society et membre du collectif de rédaction de Earth First !.
Partisan de l'action directe, il a été incarcéré dans plusieurs prisons américaines pendant plus de 10 ans.
En 1995, il est incarcéré pour un incendie criminel contre des installations de l'Université du Michigan qui pratique des tests sur les animaux.
En 2006, alors qu'il est incarcéré en attente de jugement, il exprime, dans une lettre ouverte, le changement de ses opinions politiques quant à l'usage de la violence, affirmant qu'il espère que l'on se souviendra de lui non comme un « homme de destruction » mais comme « un homme de paix et d'amour ».
Il est libéré en conditionnelle en décembre 2008, mais à nouveau emprisonné durant quatre mois en août 2010 pour violation de sa probation.

## Sources
- Mirha-Soleil Ross, Rod Coronado : une voix pour la libération, Indymedia Belgique, 1er mai 2004, texte intégral.
- An Interview with Rod Coronado, My Heroes Have Always Killed Cowboys, Do or Die, no 10, 2007, p. 112–124, texte intégral.